# Переписні одиниці Канади

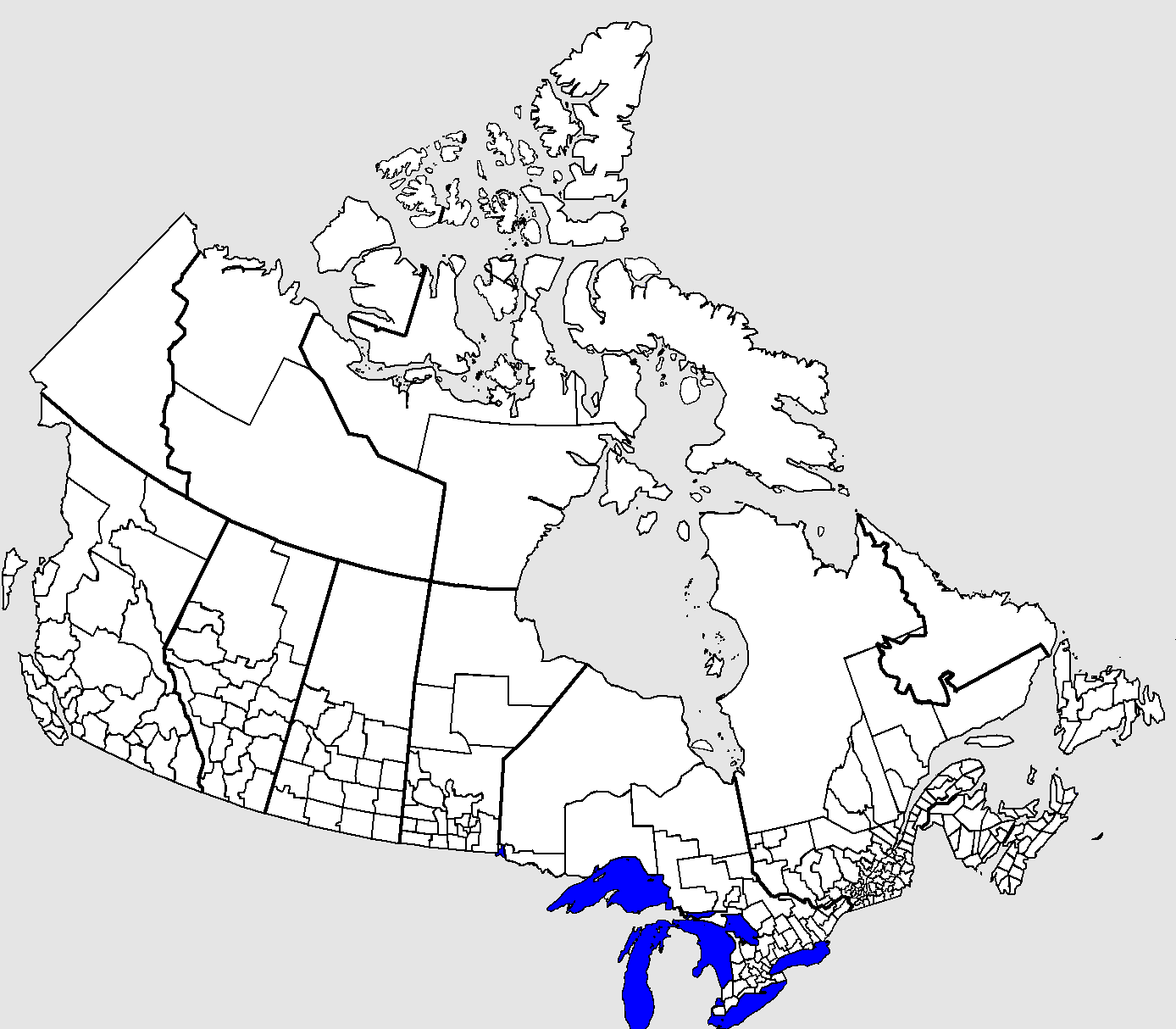
Мапа переписних областей Канади у 2001 році.

Переписні географічні одиниці Канади — підрозділи країни, створені та використовувані федеральним урядом і статистичною службою Канади при проведенні переписів населення Канади, що проводяться кожні п'ять років. Існує чотири рівні переписного поділу:
- 1. верхній рівень — провінції й території Канади;
- 2. переписні області (англ. census division) в основному відповідають АО окружного рівня
- 3. переписні підобласті (англ. census subdivision) часто відповідають АО муніципального рівня;
- 4. об'єднання кварталів (англ. dissemination areas).

У деяких провінціях області відповідають графствам або іншим схожим адміністративних одиницях політичної системи, в той час, як в інших провінціях кордону переписних одиниць обрані довільно і не пов'язані ні з яким рівнем адміністрації. Дві з трьох територій Канади також розділені на переписні одиниці.

## Переписні області Канади
Переписні географічні одиниці другого рівня в Канаді називаються переписним областями. Зазвичай вони розташовані між адміністративними одиницями верхнього рівня (провінціями й територіями) і адміністративними одиницями третього рівня (sections, townships and ranges). Крім того, вони розділені на підгалузі.
| Провінція/Територія                               | Адміністративна природа переписних областей |
| ------------------------------------------------- | --- |
| Альберта Манітоба Саскачеван                      | Переписні області складаються з муніципальних утворень, таких як міста, графства, округу та сільські муніципалітети. Всі переписні області пронумеровані. |
| Британська Колумбія                               | Переписні області відповідають округах або муніципалітетам.                                                                                               |
| Нью-Брансвік Нова Шотландія Острів Принца Едуарда | Переписні області відповідають графствам. |
| Ньюфаундленд та Лабрадор                          | Переписні області створені без прив'язки до адміністративних утворень та пронумеровані.                                                                   |
| Північно-Західні Території                        | Переписні області не відповідають адміністративним областям Північно-Західних Територій.                                                                  |
| Нунавут                                           | Існують переписні області при відсутності адміністративного поділу.                                                                                       |
| Онтарио                                           | Переписні області складаються з муніципальних утворень верхнього рівня (графств, округів, районів і міст).                                                |
| Квебек                                            | Переписні області в основному відповідають графствам або еквівалентним територіям.                                                                        |
| Юкон                                              | Є однією переписною областю. |